# Iva Babić
Iva Babić (srbsko Ива Бабић), slovenska gledališka in televizijska igralka srbskega rodu, * 4. oktober 1976, Beograd.
Leta 2001 in 2002 je igrala v TV-nadaljevanki TV dober dan, bila je Amanda.
Leta 2005 se je zaposlila v Koprskem gledališču. Kot gostja je nastopala tudi v SNG Maribor.

## Nagrade
- 1999 - Borštnikova nagrada za mlado igralko za vlogo Katrin v Barkerjevih Evropejcih (SNG Drama Ljubljana)[2]